# Ciro Quispe López
Ciro Quispe López (* 20. Oktober 1973 in Cusco, Peru) ist ein peruanischer Geistlicher, Bibelwissenschaftler und römisch-katholischer Prälat von Juli.

## Leben
Ciro Quispe López studierte Philosophie am Priesterseminar San Antonio Abad des Erzbistums Cusco und Theologie in Rom. Am 30. November 2001 empfing er das Sakrament der Priesterweihe. Nach dreijähriger Tätigkeit in der Pfarrseelsorge kehrte er zu weiterführenden bibelwissenschaftlichen Studien an der Päpstlichen Universität Gregoriana und am Päpstlichen Bibelinstitut nach Rom zurück, ergänzt durch das Studium der Biblischen Archäologie am Studium Biblicum Franciscanum in Jerusalem. 2011 wurde er an der Pontificia Università Gregoriana mit einer exegetischen Dissertation promoviert. Anschließend war er Professor für Bibelwissenschaft an der Facultad de Teología Pontificia y Civil in Lima und ab 2016 Studienleiter und Dozent am Priesterseminar San Antonio Abad in Cusco. Er ist Mitglied des Consejo Lima des Stipendienwerkes Lateinamerika–Deutschland.
Am 15. November 2018 ernannte ihn Papst Franziskus zum Prälaten von Juli. Der Apostolische Nuntius in Peru, Erzbischof Nicola Girasoli, spendete ihm am 15. Dezember desselben Jahres die Bischofsweihe; Mitkonsekratoren waren der Erzbischof von Trujillo, Héctor Miguel Cabrejos Vidarte OFM, und der Erzbischof von Cuzco, Richard Daniel Alarcón Urrutia.
Im Juli 2024, nach Bekanntwerden sexueller Anschuldigungen gegen den Bischof, ernannte der Heilige Stuhl Marco Antonio Cortez Lara, Bischof von Tacna und Moquegua, zum Apostolischen Visitator von Juli.

## Schriften
- La nueva alianza durante las enseñanzas de Jesús en el templo de Jerusalén. Análisis retórico, bíblico y semítico de la secuencia de Mc 11,27-12,44. Edizioni Pontificia Università Gregoriana, Rom 2012, ISBN 978-88-7839-216-8.